# Sinsamut Klinmee
Sinsamut Klinmee (Tailandia; 30 de octubre de 1995) es un peleador de Muay Thai tailandés que actualmente compite en la categoría de peso ligero de ONE Championship. También ha competido en boxeo a nudillo limpio bajo Bare Knuckle Fighting Championship.

## Primeros años
Sinsamut nació en una familia de peleadores, con muchos de sus cercanos siendo conocidos peleadores de Muay Thai. Incluyendo a su hermano Sudsakorn Sor Klinmee.
Sinsamut creció entrenando Muay Thai desde muy joven, empezando a pelear a la edad de 4 años.
Durante su carrera de Muay Thai ha tenido importantes peleas, incluyendo peleas en Max Muay Thai Pattaya, Super Muay Thai, y Muay Thai Hardcore.
A la edad de 21 años, Sinsamut fue reclutado por las fuerzas armadas de Tailandia. Se unió al campo de boxeo de la Armada Tailandesa donde permaneció 2 años. Durante su tiempo en el ejército Sinsamut participó en muchos juegos del ejército y ganó un cinturón de boxeo de lumpinee durante uno de los eventos de los juegos del ejército. Sinsamut también representó a Tailandia durante los juegos mundiales militares en 2019 donde quedó quinto.

## Carrera de Muay Thai
Sinsamut acumuló un récord de 84–15–3 con 4 victorias consecutivas de firmar con ONE Championship, incluyendo una victoria sobre el ex-retador al título de kickboxing de peso ligero de ONE, Islam Murtazaev.

### ONE Championship
Sinsamut debutó en la promoción reemplazando a Islam Murtazaev contra el ex-Campeón de Peso Wélter de Glory Nieky Holzken en una pelea de Muay Thai en ONE Championship: X el 26 de marzo de 2022. En una gran sorpresa, Sinsamut noqueó a Holzken en el segundo asalto. Siendo el primer peleador en Muay Thai/Kickboxing en noquear a Holzken desde 2010. Dicha victoria lo haría ganador de su primer premio de Actuación de la Noche.
Sinsamut estaba programado para enfrentar a Islam Murtazaev en una revancha en ONE 159. Sin embargo, Murtazaev se retiró por una emergencia familiar y fue reemplazado por el Campeón de WBC Muay Thai de Peso Mediano Liam Nolan. Por segunda vez consecutiva, Sinsamut ganó la pelea por KO en el segundo asalto. Esta victoria lo haría ganador de su segundo premio de Actuación de la Noche.
Sinsamut enfrentó al Campeón Mundial de Kickboxing de Peso Ligero de ONE Regian Eersel por el Campeonato Inaugural de Muay Thai de Peso Ligero de ONE en ONE on Prime Video 3 el 21 de octubre de 2022. Sinsamut perdió la pelea por una cerrada decisión dividida.

#### Grand Prix de Muay Thai de Peso Abierto de ONE
El 22 de enero de 2023, Sinsamut fue anunciado como uno de los 16 participantes del Grand Prix de Muay Thai de Peso Abierto de ONE de 2023 por un millón de dólares.
Sinsamut enfrentó a Regian Eersel en una revancha por el Campeonato Mundial de Muay Thai de Peso Ligero de ONE el 17 de marzo de 2023, en ONE Friday Fights 9. Perdió la pelea por nocaut en el cuarto asalto.
Sinsamut enfrentó a Victor Teixeira el 7 de julio de 2023, en ONE Friday Fights 24. Ganó la pelea por TKO en el segundo asalto.
Sinsamut estaba programado para enfrentar a Liam Nolan en una revancha el 4 de noviembre de 2023, en ONE Fight Night 16.Sin embargo, Nolan se retiró de la pelea en la semana del evento y fue reemplazado por Mouhcine Chafi.

## Carrera de boxeo a puño limpio

### BKFC Thailand
Klinmee derrotó a Jonny Tello en una pelea de boxeo a puño limpio por decisión en BKFC Tailandia 1, el 18 de diciembre de 2021.

## Campeonatos y logros
- ONE Championship
  - Actuación de la Noche (Dos veces) vs. Nieky Holzken y Liam Nolan[7][10]

## Récord en Muay Thai
| Récord en Muay Thai                                             | Récord en Muay Thai | Récord en Muay Thai     | Récord en Muay Thai         | Récord en Muay Thai   | Récord en Muay Thai             | Récord en Muay Thai | Récord en Muay Thai |
| --------------------------------------------------------------- | ------------------- | ----------------------- | --------------------------- | --------------------- | ------------------------------- | ------------------- | ------------------- |
| 87 Victorias, 17 Derrotas, 3 Empates                            |                     |                         |                             |                       |                                 |                     |                     |
| Fecha                                                           | Resultado           | Oponente                | Evento                      | Localización          | Método                          | Ronda               | Tiempo              |
| 04-11-2023                                                      | Victoria            | Mouhcine Chafi          | ONE Fight Night 16          | Bangkok, Tailandia    | Decisión (unánime)              | 3                   | 3:00                |
| 07-07-2023                                                      | Victoria            | Victor Teixeira         | ONE Friday Fights 24        | Bangkok, Tailandia    | TKO (Paro Médico/Codazo)        | 2                   | 1:35                |
| 17-03-2023                                                      | Derrota             | Regian Eersel           | ONE Friday Fights 9         | Bangkok, Tailandia    | KO (Gancho Izquierdo al Cuerpo) | 4                   | 1:17                |
| Por el Campeonato de Muay Thai de Peso Ligero de ONE.           |                     |                         |                             |                       |                                 |                     |                     |
| 22-10-2022                                                      | Derrota             | Regian Eersel           | ONE on Prime Video 3        | Kuala Lumpur, Malasia | Decisión (Dividida)             | 5                   | 3:00                |
| Por el Campeonato Inaugural de Muay Thai de Peso Ligero de ONE. |                     |                         |                             |                       |                                 |                     |                     |
| 22-07-2022                                                      | Victoria            | Liam Nolan              | ONE 159                     | Kallng, Singapur      | KO (Contra de Izquierda)        | 2                   | 0:05                |
| 26-03-2021                                                      | Victoria            | Nieky Holzken           | ONE: X                      | Kallng, Singapur      | TKO (lesión de pierna)          | 2                   | 1:39                |
| 2021-04-10                                                      | Victoria            | Coleman Maher           | Muay Hardcore               | Bangkok, Tailandia    | KO (Gancho de Izquierda)        | 1                   |                     |
| 2019-10-31                                                      | Victoria            | Yuri Soares             | Muay Hardcore               | Bangkok, Tailandia    | Decisión                        | 3                   | 3:00                |
| 2019-07-21                                                      | Victoria            | Islam Murtazaev         | Muaythai Night 5            | Moscú, Rusia          | Decisión (Dividida)             | 5                   | 3:00                |
| 2019-04-07                                                      | Victoria            | Yang Qiubin             | Muay Thai Super Champ       | Bangkok, Tailandia    | KO (Golpe al Cuerpo)            | 2                   | 2:10                |
| 2018-04-08                                                      | Derrota             | Gaetan Dambo            | Duel 3                      | París, Francia        | KO (Rodillazo al Cuerpo)        | 2                   |                     |
| 2017-12-08                                                      | Victoria            | Bashkim Selmani         | Muay Xtreme                 | Bangkok, Tailandia    | Decisión                        | 3                   | 3:00                |
| 2017-09-07                                                      | Victoria            | Miguel Araya            | Samui Fight                 | Ko Samui, Tailandia   | KO (Cross de Derecha)           | 1                   |                     |
| 2016-04-30                                                      | Derrota             | Anouar Khamlali         | Fighting Spirit, Final      | Roma, Italia          | KO (Codazos)                    | 3                   |                     |
| 2016-04-30                                                      | Victoria            | Martin Meoni            | Fighting Spirit, Semi-final | Roma, Italia          | Decisión                        | 3                   | 3:00                |
| 2016-02-28                                                      | Victoria            | Magomed MuaythaiAcademy | SUPER MUAYTHAI              | Bangkok, Tailandia    | KO (Patada a la Cabeza)         | 2                   |                     |
| 2016-01-24                                                      | Victoria            | Bilada Oguzhan          | Max Muay Thai               | Pattaya, Tailandia    | KO (Patada a la Cabeza)         | 1                   |                     |
| 2015-11-29                                                      | Victoria            | Anes Lakhmari           | Max Muay Thai               | Pattaya, Tailandia    | TKO                             | 2                   |                     |
| 2015-10-25                                                      | Victoria            | Anes Lakhmari           | Max Muay Thai               | Pattaya, Tailandia    | Decisión                        | 3                   | 3:00                |
| 2015-07-26                                                      | Victoria            | Umut Norgaz             | Max Muay Thai               | Pattaya, Tailandia    | Decisión                        | 3                   | 3:00                |
| 2015-06-21                                                      | Victoria            | Gligor Stojanov         | Max Muay Thai               | Pattaya, Tailandia    | Decisión                        | 3                   | 3:00                |
| 2015-03-15                                                      | Victoria            | James Benal             | Max Muay Thai               | Pattaya, Tailandia    | Decisión                        | 3                   | 3:00                |
| 2014-02-22                                                      | Derrota             | Jack Cooper             | THAI FIGHT Hua Hin          | Hua Hin, Tailandia    | Decisión                        | 3                   | 3:00                |
| 2014-01-03                                                      | Victoria            | Sudeam Kauanjai         | Muay Thai Combat Mania      | Pattaya, Tailandia    | Decisión                        | 3                   | 3:00                |
| 2013-11-15                                                      | Victoria            | Kom Kop Petchrungruang  | Muay Thai Combat Mania      | Pattaya, Tailandia    | Decisión                        | 3                   | 3:00                |

## Récord en boxeo a puño limpio
| Record profesional | Record profesional | Record profesional |
| 1 pelea            | 1 victoria         | 0 derrota          |
| Decisión           | 1                  | 0                  |
| ------------------ | ------------------ | ------------------ |

| Resultado | Récord | Oponente    | Método             | Evento          | Fecha                   | Ronda | Tiempo | Localización | Notas |
| --------- | ------ | ----------- | ------------------ | --------------- | ----------------------- | ----- | ------ | ------------ | ----- |
| Victoria  | 1-0    | Jonny Tello | Decisión (unánime) | BKFC Thailand 1 | 18 de diciembre de 2021 | 5     | 2:00   | Pattaya      |       |